# Église Pierre et Paul des Kojevnikis
L'église Pierre et Paul des Kojevnikis (en langue russe:Церковь Петра и Павла в Кожевниках) est un édifice religieux orthodoxe, dont le plan est celui d'une église à croix inscrite, construite en 1406, dans la ville de Novgorod en Russie. Elle est élèvée sur quatre piliers et est surmontée d'une seule coupole sur tambour.

## Histoire et caractéristiques
Au milieu des autres édifices de Novgorod, elle est de dimension et de formes modestes et simples. Sa façade, ses absides, son unique tambour sont toutefois garnis dans leur maçonnerie en blocs de calcaire de rosettes, croix, arcs, fossettes triangulaires en briques insérées, sans enduits de surface. Elle se situe dans la rue Zverina (anciennement Bredova), dans le centre de la ville de Novgorod, au sud du Monastère de Zverine de l'Intercession. Son nom est associé aux Kojevnikis , les tanneurs, parce que les frais de sa constructions ont été supportés par la corporation des artisans-tanneurs (en russe : ремесленники-кожевники ; remeslenniki-kojevniki). Elle a été construite à l'emplacement d'une église en bois, datant de 1227 et détruite par un incendie en 1384. Elle est actuellement devenue un musée, et toutes ses icônes sont exposées dans le musée du Kremlin de Novgorod .
En 1930, le clocher de l'église a été démoli.

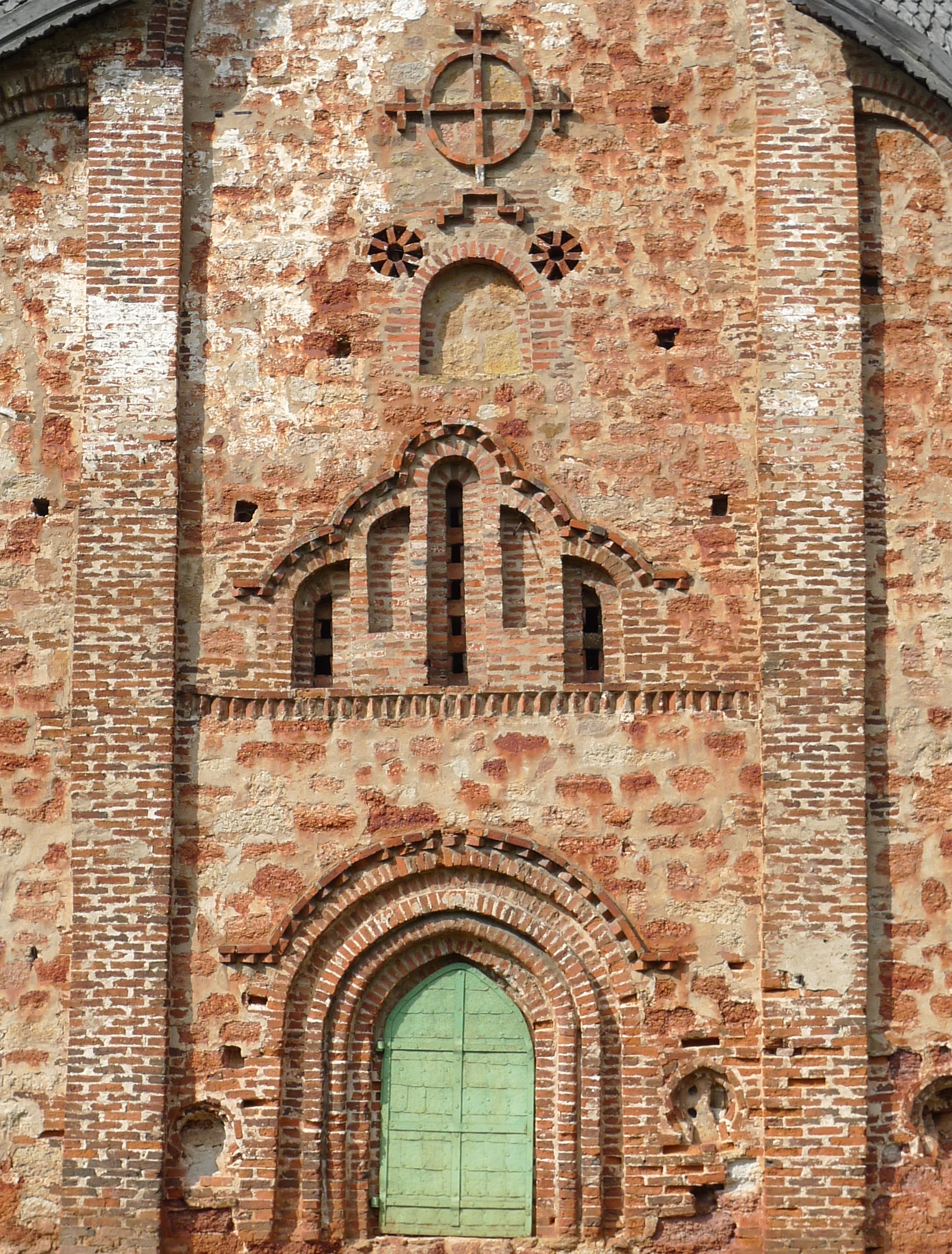
décoration de l'église Pierre et Paul

À l'époque de la Seconde Guerre mondiale, l'église est fort endommagée et n'est restaurée qu'en 1959, par les soins de L. M. Chouliak et G. M. Chtender .